# Bryan Price (baseball, 1986)
Pour l'autre personnalité du baseball, voir Bryan Price.
Bryan Cole Price (né le 13 novembre 1986 à Corpus Christi, Texas, États-Unis) est un lanceur droitier de baseball. 
Il joue 3 matchs comme lanceur de relève avec les Indians de Cleveland de la Ligue majeure de baseball en 2014.

## Carrière
Joueur des Owls de l'université Rice, Bryan Price est un choix de première ronde des Red Sox de Boston en 2008. Il est le 45e joueur sélectionné au total par un club du baseball majeur cette année-là et un choix que les Red Sox obtiennent en compensation de la perte, dans les mois précédents, de l'agent libre Éric Gagné. Dès le début de sa carrière professionnelle en ligues mineures, Price est l'un des trois joueurs, avec le lanceur partant droitier Justin Masterson et le releveur gaucher Nick Hagadone, échangé par les Red Sox aux Indians de Cleveland pour le receveur Víctor Martínez.
Bryan Price fait ses débuts dans le baseball majeur comme lanceur de relève des Indians le 1er septembre 2014.